# C.S. Richardson
C.S. Richardson (Charles Scott Richardson) est né à Regina en 1955. Il est un auteur canadien, en plus d'être directeur du département de conception graphique de la maison d'édition Random House à Toronto.

## Biographie
C.S. Richardson est né à Regina en Saskatchewan. Il a grandi à Toronto.
Il travaille dans le milieu de l'édition, et il a gagné plusieurs prix pour son travail en conception graphique de livres. Il travaille pour la maison d'édition Random House du Canada. Il y occupe le poste de vice-président et de directeur artistique.
C.S. Richardson est l'un des designers de livre les plus réputés au Canada,. Son travail de conception graphique a été exposé dans les salons du livre de Francfort et de Leipzieg en Allemagne,.
Son premier roman, intitulé The End of Alphabet (La fin de l'alphabet en français) est un bestseller au niveau international. L'écriture dans ce roman est à la fois poétique, prosaïque et humoristique. Le roman est traduit en 10 langues. C.S. Richardson remporte avec ce livre le prix régional des auteurs du Commonwealth 2008.
Il a publié, en 2012, un deuxième roman, The Emperor of Paris, qui paraît en français aux éditions Alto sous le titre L'empereur de Paris, en 2013.
Ses influences littéraires sont Italo Calvino, Umberto Eco ainsi que Jorge Luis Borges et José Saramago.
Il vit et travaille à Toronto.

## Œuvres

### Romans
- The End of the Alphabet, Toronto, Double Day, 2007, 139 p. (ISBN 978-0-385-66340-3)
  - La fin de l'alphabet  (traduit par Sophie Voillot), Québec, Alto, 2007, 149 p. (ISBN 978-2-92355-007-7)
- The Emperor of Paris, Toronto, Double Day, 2012, 288 p. (ISBN 978-0-38567-090-6)
  - L'empereur de Paris  (traduit par Caroline Lavoie), Québec, Alto, 2013, 321 p. (ISBN 978-2-896-94162-9)

## Prix et honneurs
- Récipiendaire du Prix régional des auteurs du Commonwealth 2008 avec The End of Alphabet[12]
- Finaliste pour le Prix Giller en 2012 avec The Emperor of Paris[13]